# Kilómetro 11 (localidad)
Kilómetro 11 es un distrito del departamento Guaymallén de la provincia de Mendoza, Argentina. 
Limita al norte con calle Godoy Cruz, al este con calle Escorihuela, al sur con calle San Francisco del Monte, y al oeste con calle Concordia, Milagros, y el Ferrocarril General San Martín. Su superficie de 8,49 km². Este Distrito posee las siguientes vías primarias: Godoy Cruz, Bandera de los Andes, y como inter-departamentales: Buenos Vecinos y calle km 11.
Cuenta con tres escuelas y una comisaría de policía, careciendo de hospital o  centros de salud. A un lado de la plaza principal todavía se conserva el edificio de un corralón municipal de principios de siglo.

## Población
Sus 4839 habitantes dan como resultado una densidad poblacional de 570 hab/km².

## Economía
El distrito de Kilómetro 11 está ubicado entre el área urbana y la rural, por lo cual encontramos diversificación de sus actividades, siendo de apoyo a la residencia y a la actividad agropecuaria y agroindustrial.

## Parroquias de la Iglesia católica en Distrito Kilómetro 11
| Arquidiócesis | Mendoza                  |
| ------------- | ------------------------ |
| Parroquia     | Sagrado Corazón de Jesús |